# Didier Levallet
Didier Levallet (Arcy-sur-Cure, 19 juli 1944) is een Franse jazzcontrabassist en componist.

## Biografie
Levallet leerde als tiener altsaxofoon spelen. Hij studeerde van 1963 tot 1966 als journalist aan de École Supérieure de Journalisme en volgde ook enkele lessen bas op het conservatorium van Lille, waar hij eerst speelde met Alain Rellay en Michel Graillier. Hij woonde sinds 1967 in Parijs, waar hij zijn debuut maakte in 1969 in Chat qui Pêche en optrad met muzikanten als Georges Arvanitas, Ted Curson, Siegfried Kessler, Hank Mobley, Mal Waldron, Kenny Clarke, Johnny Griffin en Slide Hampton. Hij leidde ook de bands Perception (1970 tot 1977, met Yochk’o Seffer, Siegfried Kessler en Mino Cinelu) en Confluence (1975 tot 1980, met Jean-Charles Capon en Christian Escoudé). Halverwege de jaren 1970 richtte hij de Association pour le développement de la musique improvisée op als lobbygroep. In de late jaren 1970 en vroege jaren 1980 richtte hij andere bands op, een kwintet, een grote formatie, een trio met Dominique Pifarély en Gérard Marais en het drumloze Swing String System (aanvankelijk met Didier Lockwood, Bernard Lubat en Christian Escoudé).
In 1987 was Levallet een van de oprichters van de band Zhivaro, naast Henri Texier, Sylvain Kassap, Claude Barthélémy, Gérard Marais en Jacques Mahieux. In 1992 formeerde hij de band Générations (met Jean-Louis Chautemps, Michel Marre, Manuel Rocheman, Simon Goubert, Glenn Ferris en Vincent Courtois). Hij leidde ook andere bands en was lid van de Outlaws in jazz (met Daunik Lazro). Hij werkte ook gedurende deze periode met o.a. Archie Shepp, Frank Lowe, Byard Lancaster, Charles Tyler, Chris McGregor, Mike Westbrook, Günter Sommer, John Lewis, Steve Lacy en Jeanne Lee.
Van 1997 tot 2000 leidde Levallet het Orchestre National de Jazz, in 2001 werd hij directeur van de Scène Nationale de Montbéliard. Levallet gaf jazzcursussen in tal van Franse steden. Van 1981 tot 1992 leidde hij de jazzklas van het conservatorium van Angoulême, tot 2000 die van het conservatorium van Montreuil. Hij doceerde ook jazzgeschiedenis en -analyse aan het conservatorium van Lille van 1996 tot 2000.

## Discografie
- Scoop, 1983
- Swing String System: Euridice met Lionel Benhamou, Jean-Charles Capon, François Couturier, Dominique Pifarély, 2004
- Voix Croisees met Airelle Besson, Sylvaine Hélary, Céline Bonacina, François Laizeau, 2013